# Muzeum Etnografii i Przemysłu Artystycznego we Lwowie

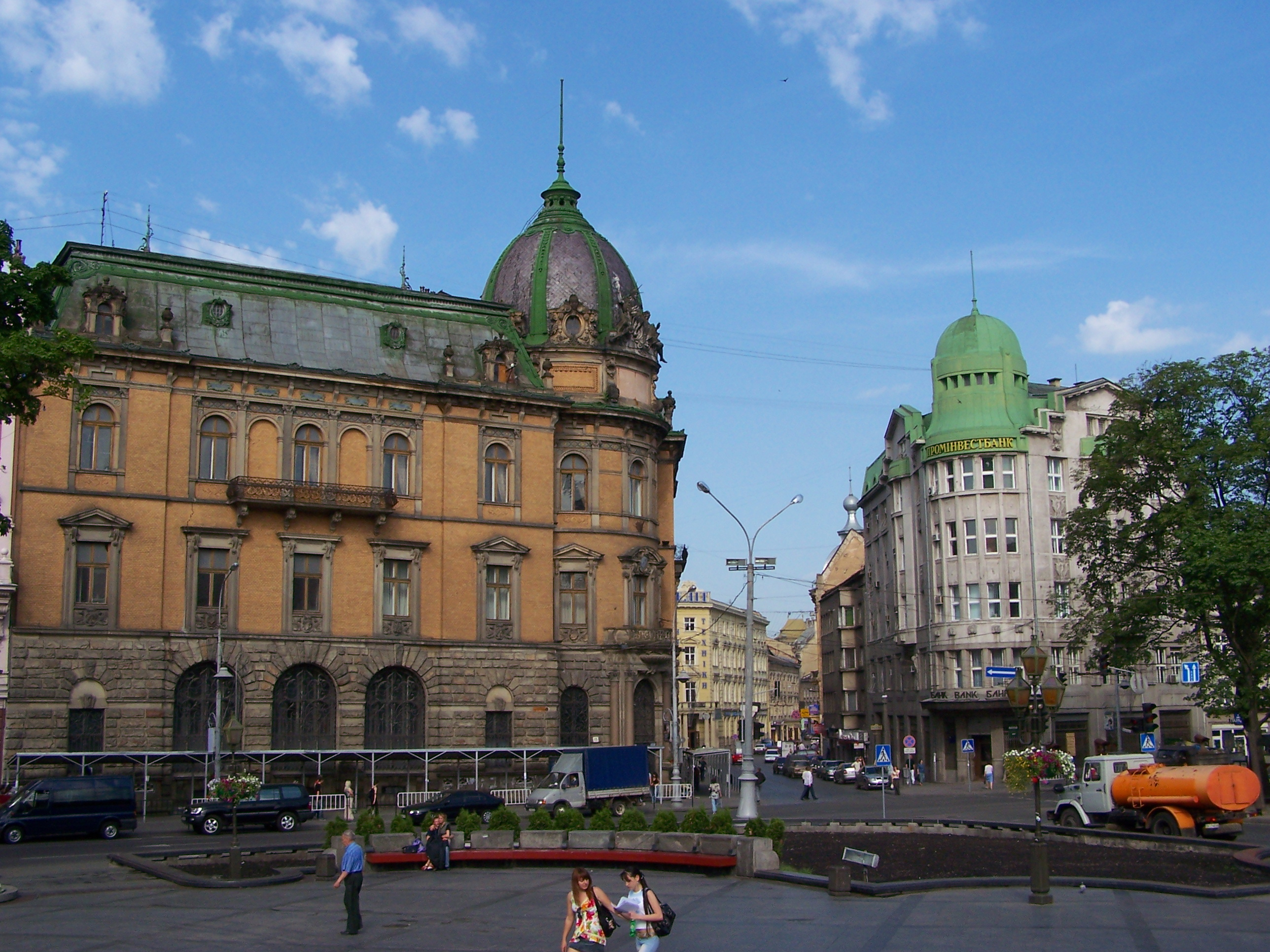
Budynek muzeum

Muzeum Etnografii i Przemysłu Artystycznego we Lwowie – muzeum we Lwowie, utworzone w 1874 jako Muzeum Przemysłowe, lub Muzeum Przemysłu Artystycznego.
Muzeum znajduje się w budynku dawnej Galicyjskiej Kasy Oszczędności. W 1951 na bazie Muzeum Przemysłu Artystycznego oraz Muzeum Towarzystwa Naukowego im. Szewczenki utworzono Muzeum Etnografii i Przemysłu Artystycznego Narodowej Akademii Nauk Ukrainy.